# 雷納河

雷納河（德語：Rhena），是德國的河流，位於該國西部，處於北萊茵-威斯特法倫州，屬於內爾達爾河的左支流，河道全長6.2公里，流域面積12平方公里。